# 沃爾多夫 (明尼蘇達州)
沃爾多夫（英語：Waldorf）是一個位於美國明尼蘇達州沃西卡縣的城市。

## 歷史
沃爾多夫得名自馬里蘭州的沃爾多夫。沃爾多夫的郵局自1908年營運至今。

## 人口
根據2020年美國人口普查的數據，沃爾多夫的面積為0.98平方千米，皆為陸地。當地共有人口201人，而人口密度為每平方千米205人。